# 薩比利斯維爾 (馬里蘭州)
薩比利斯維爾（英語：Sabillasville）是位於美國馬里蘭州弗雷德里克縣的一個普查規定居民點。

## 人口
根據2020年美國人口普查的數據，薩比利斯維爾的面積為4.33平方千米，當中陸地面積為4.33平方千米，而水域面積為0.00平方千米。當地共有人口470人，而人口密度為每平方千米108.55人。